# اوبرتیفنباخ
اوبرتیفنباخ (به آلمانی: Obertiefenbach) یک شهر در آلمان است که در Verbandsgemeinde Nastätten واقع شده‌است.